# Memórias Cantando
Memórias Cantando é o oitavo álbum de estúdio do sambista carioca Paulinho da Viola, lançado em 1976, simultaneamente com Memórias Chorando.

## Faixas
Lado A
1. Nova ilusão 	(Claudionor Cruz, Pedro Caetano)
2. Cantando 	(Paulinho da Viola)
3. Abre os teus olhos 	(Paulinho da Viola)
4. Dívidas 	(Élton Medeiros, Paulinho da Viola)
5. Perdoa 	(Paulinho da Viola)
6. Mente ao meu coração 	(F. Malfitano)

Lado B
1. Para que mentir 	(Vadico, Noel Rosa)
2. O velório do Heitor 	(Paulinho da Viola)
3. O carnaval acabou 	(Paulinho da Viola)
4. Coisas do mundo minha nega 	(Paulinho da Viola)
5. Vela no breu 	(Sergio Natureza, Paulinho da Viola)
6. Meu novo sapato 	(Paulinho da Viola)

## Ficha técnica
- Direção de produção: Mariozinho Rocha
- Direção artística: Milton Miranda
- Produção artística: Paulinho da Viola
- Capa: Elifas Andreato
- Fotos: Paulinho da Viola
- Arte final: Alexandre Huzak